# Linepithema micans
Linepithema micans es una especie de hormiga del género Linepithema, subfamilia Dolichoderinae. Fue descrita científicamente por Forel en 1908.
Se distribuye por Argentina, Brasil, Paraguay y Uruguay. Se ha encontrado a elevaciones de hasta 2300 metros. Vive en bosques semicaducos y arbustos.